# Craspedosis triangularis
Craspedosis triangularis is een vlinder uit de familie van de spanners (Geometridae). De wetenschappelijke naam van de soort is voor het eerst geldig gepubliceerd in 1916 door de Engelse entomoloog Louis Beethoven Prout.